# Strahinje
Strahinje falu Horvátországban Krapina-Zagorje megyében. Közigazgatásilag Krapina községhez tartozik.

## Fekvése
Krapina központjától 2 km-re északra, a város határában, a Strahinjčica-hegység délkeleti lejtőin  fekszik.

## Története
A falunak 1880-ban 149, 1910-ben 236 lakosa volt. Trianonig Varasd vármegye Krapinai járásához tartozott. 2001-ben a falunak 244 lakosa volt.

## Nevezetességei
Itt található a Krapina legnagyobb részét kitűnő minőségű ivóvízzel ellátó fő vízkút és a hozzá kapcsolódó vízügyi berendezések.

## Külső hivatkozások
Krapina város hivatalos oldala